# Carrion (comics)
Pour les articles homonymes, voir Carrion.
Carrion est un super-vilain appartenant à l'univers Marvel de la maison d'édition Marvel Comics. Le personnage de fiction apparaît pour la première fois dans le comic book Spectacular Spider-Man #25.
Carrion est un personnage important de la Saga du Clone.

## Biographie du personnage
Carrion est le clone du professeur Miles Warren, alias le Chacal. Warren considère Gwen Stacy comme la fille qu'il n'a jamais eue, et la mort tragique de cette dernière plonge le professeur dans la folie, accusant Spider-Man du crime.
Warren crée à partir d'une de ses cellules un clone, dans l'espoir que même après sa mort, ce soit lui qui élimine le Tisseur. Le Chacal est tué, et le clone continue sa croissance dans son caisson. Mais une défaillance le fait vieillir beaucoup plus vite que prévu. Pourtant, il survit, et reçoit l'échantillon mémoriel de Warren. Richard Vale, un étudiant, découvre le caisson dans le laboratoire désaffecté du professeur et l'ouvre. Le clone, alors réveillé, force le jeune homme à devenir son complice. Le clone se baptise Carrion, et Richard, Darter.
Carrion rencontre le Maraudeur Masqué, alors à la tête de la Maggia et lui propose d'éliminer Spider-Man. Mais le Maraudeur, inquiet, refuse. Finalement, Carrion capture Spider-Man et préleva un échantillon de cellules du jeune homme. Il fabrique un clone monstrueux de Peter Parker. Darter se retourne contre Carrion, et ce dernier le tue. Profitant de la diversion, Spider-Man se libère. Le monstre attaque alors Carrion, et tous deux périrent dans l'incendie du laboratoire.
En réalité, Carrion survit. 
Il est incarcéré dans la prison de la Zone Négative.

## Pouvoirs et capacités
- Carrion possède une force surhumaine, lui permettant de soulever 10 tonnes.
- C'est un télépathe de faible niveau, pouvant seulement lire les esprits.
- Carrion peut contrôler la densité de son corps et devenir intangible comme un fantôme. De même, ce pouvoir lui permet de léviter dans les airs.
- D'une manière inconnue, Carrion se déplace par téléportation, ne laissant qu'une odeur de soufre derrière lui.
- Le pouvoir le plus dangereux de Carrion est son contact physique, brûlant la matière organique et la réduisant en quelques instants en cendres.
- Mentalement, il peut aussi repousser la matière, et possède donc un faible niveau de télékinésie.
- Carrion a de solides connaissances en biologie, génétique et chimie, qu'il a utilisées pour concevoir des gaz somnifères ou des acides anti-métaux.